# Beverly Sills
Beverly Sills, rodným jménem Belle Miriam Silvermanová (25. května 1929, New York – 2. července 2007, New York) byla americká operní zpěvačka židovského původu. Bývala označována za koloraturní či dramatický soprán.

## Život
Narodila se v Brooklynu, její rodiče byli židovští imigranti z Evropy, z Oděsy a Bukurešti. Jako dítě získala přezdívku "Bubbles" a pod ní také vyhrála soutěž Miss Beautiful Baby. Vzápětí, již ve čtyřech letech, vystupovala prvně v rozhlase, v pořadu Uncle Bob’s Rainbow House, jehož se stala pravidelnou dětskou hvězdou. Následovaly další rozhlasové pořady, jako The Original Amateur Hour, Major Bowes Capitol Family Hour a dokonce i dramatický seriál Our Gal Sunday. V osmi letech se prvně objevila ve filmu (Uncle Sol Solves It, 1938) a právě pro něj producenti vymyslely nový pseudonym Beverly Sills, který si už ponechala do konce života, a to navzdory tomu, že ve dvanácti letech kariéru dětské hvězdy ukončila, aby se mohla soustředit na studium. Již od sedmi let ji zpěv učila Estelle Lieblingová, ale hlavní školení získala na Professional Children's School na Manhattanu. Školu absolvovala roku 1945. Vzápětí nastoupila do operní společnosti Gilbert a Sullivan, s níž "kočovala" po amerických a kanadských městech. O dva roky později zažila operní debut v kamenném divadle, na prknech Philadelphia Civic Opera, a to jako Frasquita v Bizetově Carmen. V roce 1952 zpívala v San Francisco Opera. V roce 1955 se stala členkou New York City Opera. Rok poté se vdala za clevelandského novináře a otěhotněla. Obě její děti se však narodili postižené, jedno neslyšící, druhé autistické. To ji přivedlo k angažování se v charitativních organizacích bojujících za prevenci vrozených vad. Také kvůli náročné výchově svých dětí v roce 1961 přerušila pěveckou kariéru. Po návratu však zažila její nejhvězdnější část. Roku 1969 debutovala v La Scale, v roce 1973 v Covent Garden v Londýně. Využívala také nadále svých zkušeností ze šoubyznysu, jež měla od dětství, a byla nejen pravidelným hostem talk-shows, ale na NBC měla i vlastní: Lifestyles with Beverly Sills. Získala za něj i cenu Emmy. Teprve roku 1975, ve svých 46 letech, zažila debut na nejslavnější americké scéně, v Metropolitní opeře v New Yorku, a to jako Pamíra v Rossiniho Dobytí Korintu. Šlo o velký úspěch. Rok poté získala cenu Grammy za desku Music of Victor Herbert. V roce 1980 jí byla udělena Presidential Medal of Freedom. Brzy poté ukončila pěveckou kariéru. Její poslední vystoupení se uskutečnilo roku 1980 v opeře v San Diegu, po boku Joan Sutherlandové. V letech 1979-1989 pak byla ředitelkou New York City Opera. V letech 1994-2002 předsedala správní radě Lincolnova centra, v letech 2003-2005 stejnou funkci zastávala v Metropolitní opeře. Napsala též dvě autobiografie: Bubbles: A Self-Portrait (1976) a Beverly (1987).